# Nguyễn Thùy Lâm
Nguyễn Thùy Lâm (Pangkal Pinang, 1º settembre 1987) è una modella vietnamita.
È stata incoronata Miss Vietnam Universo 2008 il 31 maggio 2008, ed ha quindi rappresentato il Vietnam a Miss Universo 2008. Nguyen Thuy Lam è diventata la prima candidata del Vietnam nella storia di Miss Universo ad accedere alle semifinali e classificandosi quindicesima.